# 독가시치
독가시치는 한국, 일본, 타이완, 오스트레일리아, 인도네시아 등에 서식하는 물고기이다. 체고가 높고 미병부가 가는 달걀꼴이다. 플랭크톤, 조류 등을 먹는다.
배지느러미, 뒷지느러미, 등지느러미에 독가시가 있다. 사체에도 독은 남아 있기 때문에 취급에 주의가 필요하다. 식용으로도 쓰이는데 고약한 냄새가 나는 내장은 보통 제거하고 이용한다.